# Fallagh
Fallagh ist ein ungepanzertes Kettenfahrzeug der iranischen Streitkräfte, das im Jahr 2015 der Öffentlichkeit präsentiert wurde. In Konzeption und Gestalt ähnelt das Vehikel dem US-amerikanischen unbemannten Landfahrzeug Ripsaw.

## Technik und Bewaffnung
Die iranische Rüstungsindustrie benennt das Fahrzeug als „Future Generation Tank“, das mit einer fernbedienbaren Waffenstation ausgestattet ist. Die einzige Bewaffnung stellt ein schweres Maschinengewehr im Kaliber 12,7 mm dar, welches direkt über dem weitgehend offenen Fahrerhaus montiert ist. Hinter dem Fahrersitz ist der Motor verbaut, der das vier Tonnen schwere Militärfahrzeug auf der Straße auf 130 km/h und im Gelände auf 100 km/h beschleunigen soll. Vorne befinden sich die Leitrollen, die Antriebsräder am Heck. 
Der Einsatzzweck des Fallagh wurde vonseiten der iranischen Militärs nicht weiter präzisiert, denkbar sind Varianten für Aufklärungs-, Transport- und Unterstützungstätigkeiten.